# ビッグ4 (ヨーロッパ)

France（EU）、
Germany（EU）、Italy（EU）、
UKとその他ヨーロッパ諸国

ビッグ4（英語: Big Four）とは、ヨーロッパにおいて大きな影響力を保持するイギリス、フランス、ドイツ、イタリアの4か国の総称である。
イギリスとフランスは核拡散防止条約公認の核兵器保有国かつ国際連合安全保障理事会常任理事国であり、自由、平等、国民主権、民主主義、人権保障、法治主義、代議制など近代国家の基本的な諸制度及び政治やビジネスにおいての「国際共通語」である英語とフランス語の発祥地として、政治面・軍事面で世界的優位である。
ドイツは欧州連合最多の人口かつ名目GDP世界第3位の巨大市場を持ち、非常に高い競争力と付加価値を有する製品を生産する世界第3位の輸出国である工業国として、経済面や技術面の世界的主導国である。
イタリアはヨーロッパにおける古代文明の中心地として知られ、世界最多の世界遺産を保有しており、全世界に13億人以上の信徒を有するカトリック教会総本山のバチカン市国を首都ローマ内に事実上包括し、文化面・宗教面に強い影響力を持つ。
また、4か国すべてが、世界的に影響力ある多数の芸術家、作家、映画人、歌手、思想家、哲学者、科学者、技術者、起業家などの故国であり、世界的な大企業の本社を有する名目GDP上位十か国以内に入る経済大国である。
4か国は、第一次世界大戦から第二次世界大戦の間にあたる戦間期よりヨーロッパ四大国と呼ばれ始め、現在ではG7、G8、G20、国際連合、OECD、EU、NATOの主要なメンバーであり、列強にも数えられる。

## 統計
| ビッグ4  | ビッグ4     | ビッグ4                     | ビッグ4                            | ビッグ4                            | ビッグ4 |
| 国       | 人口        | EU全体における人口の割合[A] | EU予算への支出 (2014-2020) (€ mil) | EU予算への支出 (2014-2020) (€ mil) | MEPs    |
| -------- | ----------- | --------------------------- | ---------------------------------- | ---------------------------------- | ------- |
| フランス | 66,616,416  | 14.97%                      | 19,573.6                           | 27.52%                             | 79      |
| ドイツ   | 80,716,000  | 18.54%                      | 25,815.9                           | 36.30%                             | 96      |
| イタリア | 60,782,668  | 13.58%                      | 14,368.2                           | 20.20%                             | 76      |
| イギリス | 67,791,400  | N/A                         | 11,341.6                           | 15.95%                             | N/A     |
| 合計     | 272,215,084 | 47.09%                      | 71,099.3                           | 64.24%                             | 251     |

## 歴史
19世紀初頭、ナポレオン戦争後のウィーン体制下における、五国同盟（イギリス・フランス王国・オーストリア帝国・プロイセン王国・ロシア帝国）によって、ヨーロッパにおける列強の概念が強く意識されるようになった。このうち、プロイセンはオーストリアを除くドイツ連邦諸国を事実上吸収してドイツ帝国となり、オーストリアは支配地ハンガリーの自治権を認めてオーストリア゠ハンガリー帝国となった。
20世紀初頭、第一次世界大戦開戦頃までにイタリア王国も列強と見なされるようになる。第一次世界大戦中の1917年には、ロシア帝国が革命によって崩壊。第一次世界大戦後は、イギリス・フランス・イタリアの3か国は国際連盟常任理事国となった一方、オーストリア＝ハンガリー帝国は敗戦後の戦後処理によって1918年に崩壊、ドイツ帝国も同じく敗戦によって列強から脱落していたものの、1926年には国際連盟加盟と同時に常任理事国に加わり、さらにナチス政権による経済復興を経て、強い影響力を取り戻した。一方で、ロシア帝国の後継であるソビエト連邦も1934年に常任理事国に加わっており、スペイン・ポーランド・スウェーデン・ベルギーなども常任理事国入りを目指していたが、国際連盟解散まで実現しなかった。
第二次世界大戦直前の1938年に開催されたミュンヘン会談前後から、イギリス・フランス・ドイツ・イタリアの4か国をもって「ヨーロッパ四大国」と呼び始めた。第二次世界大戦後、ドイツとイタリアは敗戦と植民地放棄によって列強から脱落し、イギリスとフランスは国際連合安全保障理事会の常任理事国となる。しかし、1950年代から1960年代にかけてドイツ・イタリアは高度経済成長を果たし列強に復帰、フランス・イギリスと共に第1回先進国首脳会議に参加した。
2000年代以降、為替による順位変動はあるものの、BRICSやNEXT11などの新興国の追い上げにより、4か国が世界経済に占める地位は相対的に低下しているが、依然として4か国が世界有数の先進国・大国であることには変わりない。